# حس نازح للمقابل
حِسٌّ نازِحٌ للمُقابِلِ (بالإنجليزية: Allochiria)‏ حرفيًا ألوكيريا هي اضطراب عصبي يستجيب فيه المريض للمنبهات في أحد جانبي الجسم على أنها قادمة من الجانب المقابل. ترتبط الحالة بعمليات النقل المكاني -التي تكون عادةً متناظرة- للمنبهات من أحد جانبي الجسم (أو من المكان) إلى الجانب المعاكس. وبالتالي، إذا لُمس الجسم في الجانب الأيسر، تُدرك اللمسة على أنها قادمة من الجانب الأيمن، وهو ما يُعرف أيضًا باسم الألوكيريا الحسية الجسدية. إذا تأثرت الحاستان السمعية والبصرية، ستُنقل الأصوات (صوت شخص ما مثلًا) على أنها سُمعت في الجانب المعاكس للجانب الذي سُمعت فيه وستُنقل الأشياء المرئية على أنها في الجانب المعاكس. يمكن أن يعبر المرضى عن الألوكيريا من خلال رسم صورة ما. غالبًا ما تحدث الألوكيريا بالترافق مع الإهمال أحادي الجانب، وكالإهمال الحيزي النصفي، ينشأ الاضطراب عادة من تلف في الفص الجداري الأيمن.
غالبًا ما يُخلط بين الألوكيريا والألوستيجيا (الإحساس المغاير)، المعروفة أيضًا باسم الألوكيريا الكاذبة. الألوكيريا الحقيقية من أعراض الديسكيريا (خلل توضع المنبه) والإهمال أحادي الجانب. الديسكيريا هي اضطراب في موقع الإحساس بسبب درجات مختلفة من فقدان الترابط، ويسبب ضعفًا في جانب واحد ما يؤدي إلى العجز عن تحديد الجانب الذي يُلمس. جاء المصطلح من اليونانية، بمعنى «اليد الأخرى».

## معايير تعريفية
لوحظت الألوكيريا بشكل رئيسي في سياق الإهمال الذي عادة ما تسببه آفة تؤثر على الفص الجداري الأيمن. يحتفظ المرضى الذين يعانون من الألوكيريا بقابلية الإحساس بالكامل ولكن المريض يكون غير قادر على تحديد جانب الجسم الذي يُلمس. يحتفظ المرضى بقدرتهم على تحديد مكان اللمسة ولكنهم لا يستطيعون تحديد الجانب وغالبًا ما يعتقدون أن التنبيه قادم من الجانب المغاير للجانب الذي يتلقى التنبيه. يشك المرضى أو يخطئون في تحديد الجانب الذي لُمس في الجسم.
توجد تعريفات متعددة للألوكيريا. وفقًا لموسير، فإن الألوكيريا هي إرجاع المنبه الحسي إلى الموقع المقابل في الجانب المعاكس من الجسم. يقول جودسون بوري إن المريض قد يُرجع انطباعًا على أحد جانبي الجسم إلى مكان مقابل في الجانب المعاكس. وبالتالي، إذا وُخز المريض على أحد الأطراف سيقول إنه شعر بالوخز على الطرف الآخر. يختلف تعريف المؤلفين لنقاط مثل نوع المنبه والتناظر بين موقع المنبه وتحديد مكانه، إلا أنهم يتفقون جميعًا على أن السمة الأساسية للألوكيريا هي حرف الإحساس إلى الجانب الخاطئ من الجسم، وهي الألوكيريا الحقيقية. لا تشدد أي من هذه التعريفات على معرفة المريض بالجانب الأيمن أو الأيسر ويُنظر إلى الأعراض على أنها خطأ في تحديد المكان.
أكد أوبسرشتاينر على عدم وجود عيب في تحديد المكان رأسيًا في الألوكيريا بل مجرد ارتباك في ذهن المريض بين الجانبين المتقابلين من الجسم، ونظر إلى الأعراض على أنها ببساطة شكل من أشكال الخطأ الشديد في تحديد المكان. يشك المريض أو يخطئ في تحديد الجانب الملموس بينما يُحتفظ بالإحساس وبالقدرة على تحديد المكان. وُصفت الألوكيريا بأنها تحصل في الآفات العصبية والخزل الشقي والتصلب المتعدد المنتثر والتابس الظهري والإصابة أحادية الجانب في النخاع الشوكي ومرض منيير والهستيريا والغرغرينا المتناظرة، وترتبط باللمس والألم و«حس العضلات» وحس الحرارة والبصر والشم والذوق والسمع وردود الفعل الكهربائية.
يمكن أن تحصل الألوكيريا في جزء من الجسم أو كل الجسم. وتكون ثنائية الجانب في بعض الحالات، أو تقتصر على مناطق معينة من الجسم أو حتى على جزء واحد فقط من الجسم. تتميز الألوكيريا بأنها ترتبط بمجموعة متنوعة من الحواس، وتثير منبهات خاصة أحيانًا شعورًا صحيحًا بالجانب.

## الأنواع

### الألوكيريا الكهروحركية
تظهر عندما تتقاطع المنعكسات الكهربائية في أثناء تنبيه العضلة. لوحظت الألوكيريا الكهروحركية في الوجه والأطراف السفلية والأطراف العلوية. في هذه الحالات، يسبب المنبه القادم من الجانب المصاب تقلصًا في عضلات الوجه المعاكسة بتيار ضعيف لدرجة أن الوجه السليم لا يُبدي استجابة له. يؤدي تطبيق ضغط على أحد الساعدين إلى حركة الساعد المقابل. الحقيقة الأساسية هي أن المنبه الكهربائي قد يُسبب تأثيرًا في جزء بعيد من الجهاز العصبي. قد يكون هذا الجزء البعيد على نفس الجانب من الجسم أو على الجانب المعاكس، ويظهر التأثير في كثير من الأحيان على الجانب المقابل لأن تمثيل الطرفين المتقابلين في النخاع الشوكي أكثر تقاربًا من تمثيل الطرفين المتوافقين. لا علاقة لهذا بالارتباك بين الجانبين الذي يحدث في ذهن مرضى الألوكيريا.

### الألوكيريا الحركية
إذا طُلب من المريض القيام بحركة على الجانب المصاب فإنه ينفذها في نفس المكان من الجانب المقابل ويعتقد أنه نفذ الحركة المطلوبة بشكل صحيح.

### ألوكيريا المنعكسات
يستجيب المرضى الذين يعانون من ألوكيريا المنعكسات لتنبيه باطن القدم أو تنبيه الجزء الداخلي من الفخذ بإثارة رد فعل في الجانب المقابل فقط.

### الألوكيريا السمعية
في حالات الألوكيريا السمعية، سجلت المشاهدات أن تثبيت شوكة رنانة إلى إحدى الأذنين، يؤدي إلى استجابة المريض بسلسلة من الأعراض، منها الألم والصمم، في الأذن المقابلة.

### الألوكيريا البصرية
في الألوكيريا البصرية، تُدرك الأشياء الواقعة في أحد جانبي المجال البصري على أنها في المجال البصري المقابل. في واحدة من الحالتين الوحيدتين المُسجلتين، أُرجع الانطباع البصري الذي تلقته العين المفتوحة اليمنى إلى العين اليسرى دومًا، وأكدت المريضة أنها أدركت الانطباع بالعين اليسرى التي كانت في الحقيقة مغلقة. في الحالة الأخرى، جرى التعرف على جسم ملون موضوع أمام العين اليسرى وأكدت المريضة أنها رأت اللون بالعين اليمنى.

### الألوكيريا الذوقية
في حالة الألوكيريا الذوقية، يعتقد المريض أن المادة الموضوعة على أحد جانبي اللسان قد وُضعت على الجانب المعاكس. ويُرجع اللمسات على هذا الجانب من اللسان أيضًا إلى الجانب المعاكس. في هذا النوع من الألوكيريا، من الصعب رؤية كيف يمكن للمرء فصل تحديد موقع الذوق عن تحديد موقع اللمس.

### الألوستيجيا
تُعرف الألوستيجيا (الإحساس المُغاير) أيضًا باسم «الألوكيريا الكاذبة» وتسرد الكثير من القواميس نفس تعريف الألوكيريا وتعطي نفس الجذور المعجمية اليونانية. قدم تي غرينجر ستيوارت مصطلح ألوستيجيا في مقال نُشر في المجلة الطبية البريطانية في 1894. ارتبطت الحالات التي وجدها ستيوارت بشكل رئيسي بالإحساس ولاحظ حركة أفقية ثابتة. الألوستيجيا هي حالة من الإدراك الخاطئ أو غير الكامل للمنبه وقد يرافقها فشل آخر في الإدراك مثل خلل تحديد المكان. في دراسة حالة، وُصّفت الحالة بشكل غير صحيح عل أنها ألوكيريا، أُرجع منبه مُطبق في باطن الخد على أنه نبه ظاهر الخد. في حالة أخرى، أُرجعت لمسة للسبابة إلى الإبهام. يمكن أن تحدث الألوكيريا الكاذبة في الإصابات ثنائية الجانب للأعصاب مثل التهاب الأعصاب المتعدد، وعلى الرغم من عدم تسجيل مثل هذه الحالة بعد، ما زال واضحًا أن الحالة المذكورة أعلاه لا ترتبط بالألوكيريا.